# Sceptrella normani
Sceptrella normani är en svampdjursart som först beskrevs av Stephens 1915.  Sceptrella normani ingår i släktet Sceptrella och familjen Latrunculiidae. Inga underarter finns listade i Catalogue of Life.